# Comuna Mozăceni, Argeș
Mozăceni este o comună în județul Argeș, Muntenia, România, formată din satele Babaroaga, Mozăceni (reședința) și Zidurile.

## Componența comunei
Satul Mozăceni, unde se află și reședința comunei - primăria cu toate anexele ei, căminul cultural, biblioteca, jandarmeria, sediul cooperației de consum - este alcătuit în prezent din fostul sat Mișei și fostul sat, numit uneori și cătun, Dumbrăveni. Cele două vechi denumiri, Mișei și Dumbrăveni au dispărut, cele două sate fiind contopite într-unul singur sub denumirea de Mozăceni, nume dat întregii comune. Noul sat Mozăceni, satul de centru al comunei omonime, se întinde de la Valea lui Fuscel până la valea bisericii „Sf. Nicolae”, vale ce îl desparte de satul Babaroaga (cunoscut în documentele vechi scrise sub denumirea de Baba Oaga, Baba Boaga, Baba Roaga), component și el al comunei Mozăceni.
Din componența comunei Mozăceni face parte și satul Ziduri, cunoscut de localnici sub vechea denumire de „Vai de Ei”. Acest sat, fost cătun, a luat ființă prin anul 1892, pe o bucată de moșie a satului, „Mănăstireanca”, fostă proprietate, până la secularizare, a mănăstirii Glavacioc, urmând ca la 1 septembrie 1932 să fie alipit definitiv comunei Mozăceni.
În concluzie, comuna de astăzi este formată din satele Mozăceni, Babaroaga și Ziduri.

## Așezare și relief
Comuna Mozăceni este așezată în partea de sud-est a județului Argeș, în Câmpia Găvanu-Burdea, la o distanță de 55 km de municipiul Pitești, la circa 30 km de orașul Găești și cam tot la 30 km răsărit față de orașul Costești. Se învecinează:
- la răsărit cu fosta comună Răscăeți, azi sat aparținând comunei Vișina, județul Dâmbovița, la nord cu comuna Negrași-Romanați, de care se desparte prin Vâlceaua lui Fuscel; 
- la apus cu comunele Izvoru (Izvoru de Sus și Izvoru de Jos) - fostă moșie a generalului Ion Perticari, soțul Elenei Davila, aceasta fiind soră cu Alexandru Davila (autorul dramei istorice „Vlaicu Vodă!”) - și Recea; 
- la miazăzi cu comuna Slobozia, de care o desparte Valea Nigrișoara (mai nou, Negrișoara). Comuna Slobozia a mai fost denumită și Dulul lui Brâncoveanu, proprietari fiind aici, până la colectivizare, familia Știrbei și Academia Română.
Relieful predominant pe suprafața comunei Mozăceni este câmpia ce reprezintă treapta cea mai joasă și mai uniformă, cu o altitudine față de nivelul mării de aproximativ 200 m. 

## Demografie
Componența etnică a comunei Mozăceni
     Români (93,41%)
     Alte etnii (0%)
     Necunoscută (6,59%)
Componența confesională a comunei Mozăceni
     Ortodocși (92,73%)
     Alte religii (0,26%)
     Necunoscută (7,01%)
Conform recensământului efectuat în 2021, populația comunei Mozăceni se ridică la 1.912 locuitori, în scădere față de recensământul anterior din 2011, când fuseseră înregistrați 2.242 de locuitori. Majoritatea locuitorilor sunt români (93,41%), iar pentru 6,59% nu se cunoaște apartenența etnică. Din punct de vedere confesional, majoritatea locuitorilor sunt ortodocși (92,73%), iar pentru 7,01% nu se cunoaște apartenența confesională..

## Politică și administrație
Comuna Mozăceni este administrată de un primar și un consiliu local compus din 11 consilieri. Primarul, Liana-Corina Dună[*], de la Partidul Național Liberal, este în funcție din 2016. Începând cu alegerile locale din 2024, consiliul local are următoarea componență pe partide politice:
|  | Partid                    | Consilieri | Componența Consiliului | Componența Consiliului | Componența Consiliului | Componența Consiliului | Componența Consiliului | Componența Consiliului |
|  | ------------------------- | ---------- | ---------------------- | ---------------------- | ---------------------- | ---------------------- | ---------------------- | ---------------------- |
|  | Partidul Național Liberal | 6          |                        |                        |                        |                        |                        |                        |
|  | Partidul Social Democrat  | 5          |                        |                        |                        |                        |                        |                        |

## Istorie
Din „Dicționarul geografic al județului Argeș”, întocmit de George Ioan Lahovari și publicat în 1888, aflăm că populația celor patru sate componente ale comunei Mozăceni număra 430 de familii cu 1620 de persoane, din care patru familii erau de țigani.
Aceeași informație este reluată și de „Marele dicționar geografic” din anul 1901, cu completarea că „din cele 430 de familii, 410 erau contribuabili, adică, fiind proprietari de pământ ori de alte mijloace de producție, plăteau impozit la stat și doar 20 de familii nu erau contribuabili, fie că erau clăcași, fie din alte motive”.
Din monografia comunei Mozăceni întocmită de preotul Ioan Musicescu și tipărită, în 1905, la tipografia lui Alexandru Valescu, din Mușătești-Argeș, care arăta că vechiul cătun „Găvana” avea, ca locuitori, aproximativ 20 - 30 de familii care locuiau în bordeie de pământ. În vechiul cătun Dumbrăveni ca și în cătunul Sudiții, numărul locuitorilor nu era mare.
În lucrarea „Dâmbovnicul - o plasă din sudul Județului Argeș”, întocmită sub egida Institutului de Știinte Sociale al României, în 1942, la pagina 8 găsim „Tabelul 1 - Evoluția populației, gospodăriilor și întreprinderilor în plasa Dâmbovnic, după recensămintele din 1912, 1930 și 1941. 
Dintr-o lucrare de specialitate, întocmită la 3 august 1972 de către statisticianul Gheorghe St. Cruceană, se poate identifica mișcarea naturală a locuitorilor comunei Mozăceni, în anii:
| Populația     | 1968 | 1969 | 1970 | 1971 |
| ------------- | ---- | ---- | ---- | ---- |
| Născuți vii   | 128  | 101  | 90   | 103  |
| Decedați      | 57   | 50   | 90   | 54   |
| sub 1 an      | 10   | 6    | 4    | 5    |
| născuți morți | 3    | 2    | 1    | 1    |
| Spor natural  | +71  | +51  | +40  | +49  |
| Căsătorii     | 29   | 26   | 20   | 24   |
| Divorțuri     | -    | 3    | 1    | 1    |

## Monumente istorice
Două obiective din comuna Mozăceni sunt incluse în lista monumentelor istorice din județul Argeș ca monumente de interes local, ambele fiind clasificate ca situri arheologice: așezarea de tip tell din eneolitic (cultura Gumelnița) aflată „la Măgură”, la circa 500 m nord de satul Ziduri; și ruinele bisericii medievale din Ziduri, aflată la nord de sat și datând din secolul al XVI-lea.

## Personalități ale comunei Mozăceni
Printre personalitățile comunei Mozăceni care au ocupat funcții deosebite în administrația de stat se numără inginerul agronom Ion Tocilă, născut în satul Babaroaga, la 30 septembrie 1884, și decedat la 25 martie 1975. El a făcut studii aprofundate în domeniul agriculturii și al cooperației rurale, aliniindu-se mișcării cooperatiste din România în perioada de dinaintea primului război mondial și contribuind la modernizarea agriculturii în țara noastră, alături de Ion Mihalache, Dimitrie Gusti, Ion Răducanu, G. Mladenatz și alții.
Altă personalitate a comunei Mozăceni a fost Stelian Rădulescu-Cerșanu, născut la 20 martie 1888 și înfiat, crescut și îndrumat de familia Cerșanu din satul Mișei. A urmat Facultatea de Drept a Universității din București, precum și pe cea de Istorie. A fost profesor de istorie la Colegiul Național „Ion C. Brătianu” și avocat în biroul argeșean. A decedat la 12 decembrie 1974.
O altă persoană de marcă a comunei Mozăceni, a fost doctorul Ilie (Ică) Vintilă, născut în anul 1912. Era fiul cârciumarului Checiu-Vintilă. Medic chirurg pentru câțiva ani la Spitalul din Slatina, s-a stabilit în București, unde a fost șeful secției de chirurgie a Spitalului „Witing”, apoi director al aceluiași spital, precum și director al Policlinicii C.F.R. din Capitală. 
Dintre slujitorii Bisericii s-a remarcat diaconul Ică G. Popescu, care a servit la Biserica „Icoanei” din București. El este cel a descoperit documentul din  19 iunie 1620 care atestă că Gavril Movilă, domnul Țării Românești, scoate din robie pe moșnenii mozăceni, document pe care, la 10 aprilie 1924, l-a predat Arhivelor Statului.
Personalitate marcantă a fost și preotul Ștefan Udrescu, căruia cei apropiați îl spuneau Virgil Udrescu. El s-a născut la 15 aprilie 1907, anul răscoalei țărănești, fiind singurul băiat din cei patru ai învățătorului de la școala din satul Mișei, Marin Udrescu și al soției sale, Marina. Ștefan (Virgil) Udrescu a fost preot paroh al Bisericii „Sf. Ion” din Pitești. A murit la 12 octombrie 1976, la 66 de ani. A fost căsătorit, soția sa fiind profesoară de istorie în Pitești, și a avut trei băieți.
Tot aici s-a născut și Alexandru Albu, fost tehnician chimist și politician comunist, membru supleant al Comitetului Central al Partidului Comunist Român în perioada 24 noiembrie 1989–22 decembrie 1989.